# Botanic Garden (línea de la Avenida Franklin)
Botanic Garden es una estación local en la línea de la Avenida Franklin del Metro de Nueva York de la división B del Brooklyn–Manhattan Transit Corporation (BMT). La estación se encuentra localizada en Crown Heights, Brooklyn entre la Avenida Franklin y Eastern Parkway. La estación es servida por los trenes del servicio .